# Poľov
Poľov (ungarisch Pólyi) ist seit 1968 ein Stadtteil von Košice, im Okres Košice II in der Ostslowakei südwestlich der Innenstadt.
Der Stadtteil wurde als Ort zum ersten Mal 1248 schriftlich als villa Paul erwähnt.

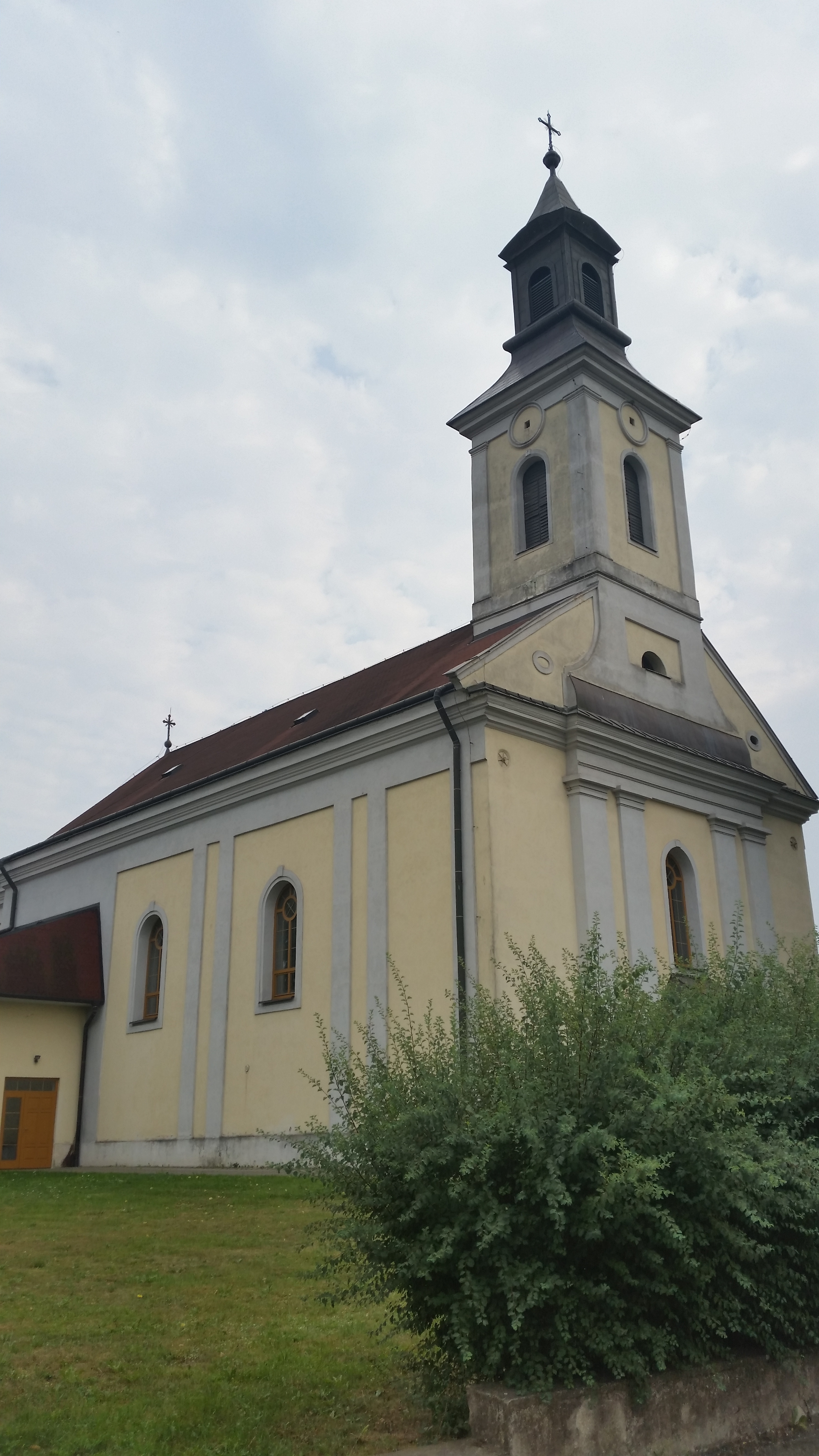
Kirche in Poľov

## Bevölkerung
Nach der Volkszählung 2011 wohnten im Stadtteil Poľov 1107  Einwohner, davon 1048 Slowaken, drei Tschechen sowie jeweils ein Kroate und Russine. Ein Einwohner gab eine andere Ethnie an und 53 Einwohner machten keine Angabe zur Ethnie.
983 Einwohner bekannten sich zur römisch-katholischen Kirche, 12 Einwohner zur griechisch-katholischen Kirche,  sieben Einwohner zur reformierten Kirche, sechs Einwohner zur apostolischen Kirche sowie jeweils vier Einwohner zu den Zeugen Jehovas und zur orthodoxen Kirche. Ein Einwohner bekannte sich zu einer anderen Konfession, 27 Einwohner waren konfessionslos und bei 63 Einwohnern wurde die Konfession nicht ermittelt.